# Clepticus africanus
 Clepticus africanus és una espècie de peix de la família dels làbrids i de l'ordre dels perciformes present a la costa nord de l'illa de São Tomé.